# Transistor de contato pontual

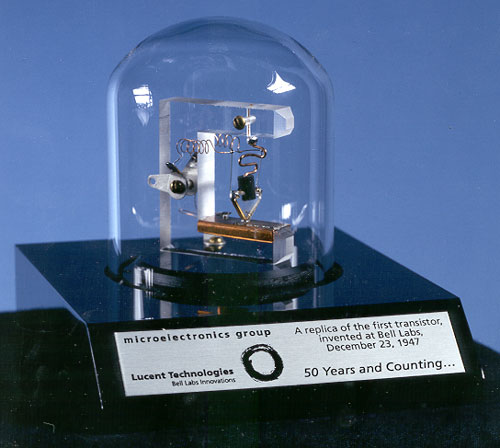
Uma réplica estilizada do transistor de contato pontual inventado no Bell Labs em 23 de dezembro de 1947

O transistor de contato pontual foi o primeiro tipo de transistor a ser demonstrado com sucesso. Foi desenvolvido pelos cientistas pesquisadores John Bardeen e Walter Brattain nos Bell Laboratories em dezembro de 1947.
Ao contrário dos dispositivos semicondutores posteriores, era possível para um amador fazer um transistor de contato pontual, começando com um diodo de contato pontual de germânio como fonte de material (até mesmo um diodo queimado poderia ser usado; e o transistor poderia ser refeito). formado se estiver danificado, várias vezes se necessário).